# ブローニングBAR
ブローニングBAR（Browning BAR）は、ブローニング・アームズ社が製造している民生用の半自動小銃である。当初はベルギーに生産拠点が置かれていたが、後に日本での生産が主となった。1996年に再設計された。
1917年に設計されたブローニングM1918自動小銃もBARの愛称で知られているが、M1918と本銃は設計上の繋がりは皆無であり、また、部品の互換性もない。

## 歴史
開発を主導したのはジョン・ブローニングの孫にあたるブルース・ブローニング技師（Bruce Browning）である。設計はマルセル・オリンジャー技師（Marcel Olinger）を主任とするファブリックナショナル社（FN）自動小銃担当チームによって行われた。この新型自動小銃は仮名称カービン66（Carbine 66）として1966年を通じて開発が行われ、1967年に発表された。当初、ブローニングBARの製造は全てベルギーで行われていたが、1970年代初頭からは組立作業がポルトガル・ヴィアナに新設されたブローニング社工場で行われるようになった。現在、ヴィアナ工場はブローニング社の主要な銃器組立工場の1つとなっているが、ブローニングBARは同工場が組立を担当した最初の製品であった。
生産期間を通じて細部の改良が行われた為、1976年以前に生産されたものを1型、1976年から1992年に生産されたものを2型として区別する。また、1993年には大幅な改良が加えられたマーク2（Mark II）が発表された。マーク2はジョセフ・ルソー技師（Joseph Rousseau）率いるチームによって設計された。ルソーは1988年からユタ州モーガンの本社に勤務しており、後に本社付の研究開発担当副社長に就任している。マーク2は従来より分解が容易になり、ガスシステムが再設計されたほか、スライドストップ機能が追加された。これに加えてルソーは着脱式弾倉の採用を考えていたものの、最終的には見送られ、従来通りのヒンジ式固定弾倉が採用されている。
1970年代初頭には法執行機関向けの製品として、FN FAL小銃の弾倉を使用する.303口径モデルが試作されたが、生産には至らなかった。1997年にはポンプアクション方式を採用したBPRと呼ばれるモデルが設計された。1999年、ストレートプルボルトアクション式のアセラ（Acera）が発表された。BPRおよびアセラは少数の生産に留まった。

## バリエーション
現在販売されているブローニングBARにはいくつかのバリエーションがある。代表的なものとしてサファリ（Safari）、ロングトラック（Long Trac）、ショートトラック（Short Trac）、ライトウェイト・ストーカー（Lightweight Stalker）の4種がある。サファリモデルはブローニングBARの主要バリエーションの内、もっとも豪華なものである。刻印入りのスチールレシーバーと高級ウォールナット材を使用した銃床を備える。口径に応じて、22インチ、23インチ、24インチの銃身がある。サファリモデルはまた、ブローニングBOSS（Ballistic Optimizing Shooting System, 弾道最適化射撃システム）を唯一搭載している。このシステムでは反動を軽減し、調整可能な制退器などを用いて精度の向上を図っている。
ライトウェイト・ストーカーモデルは無地のアルミレシーバーとマットブラック塗装の合成材製の銃床を備える。また、唯一アイアンサイトを備えているモデルでもある。口径に応じて20インチ、22インチ、23インチ、24インチの銃身がある。
ロングトラックモデルとショートトラックモデルは無地のアルミレシーバーとプラスチック製のトリガーガードおよびフロアプレート、シンセティック銃床を備える。ロングトラックとショートトラックは動作の速度により区別される。
FNハースタル社の米国現地法人であるFNH USAでは、ブローニングBARを改良したFN FNARを製造している。

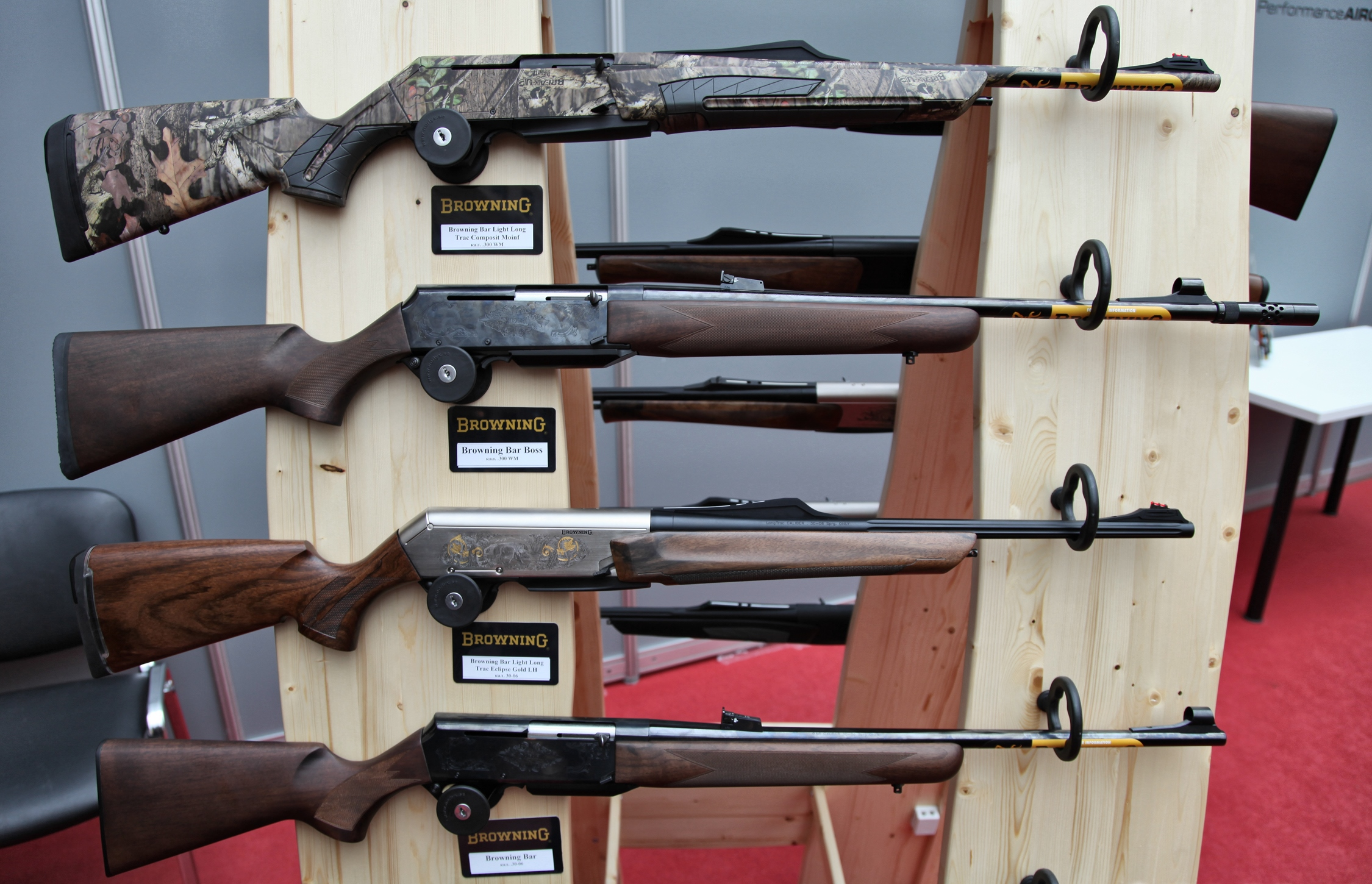
各種のブローニングBAR